# Al-Adżuzijja
Al-Adżuzijja (arab. العاجوزية) – wieś w Syrii, w muhafazie Aleppo. W 2004 roku liczyła 506 mieszkańców.